# Mecanica contactului

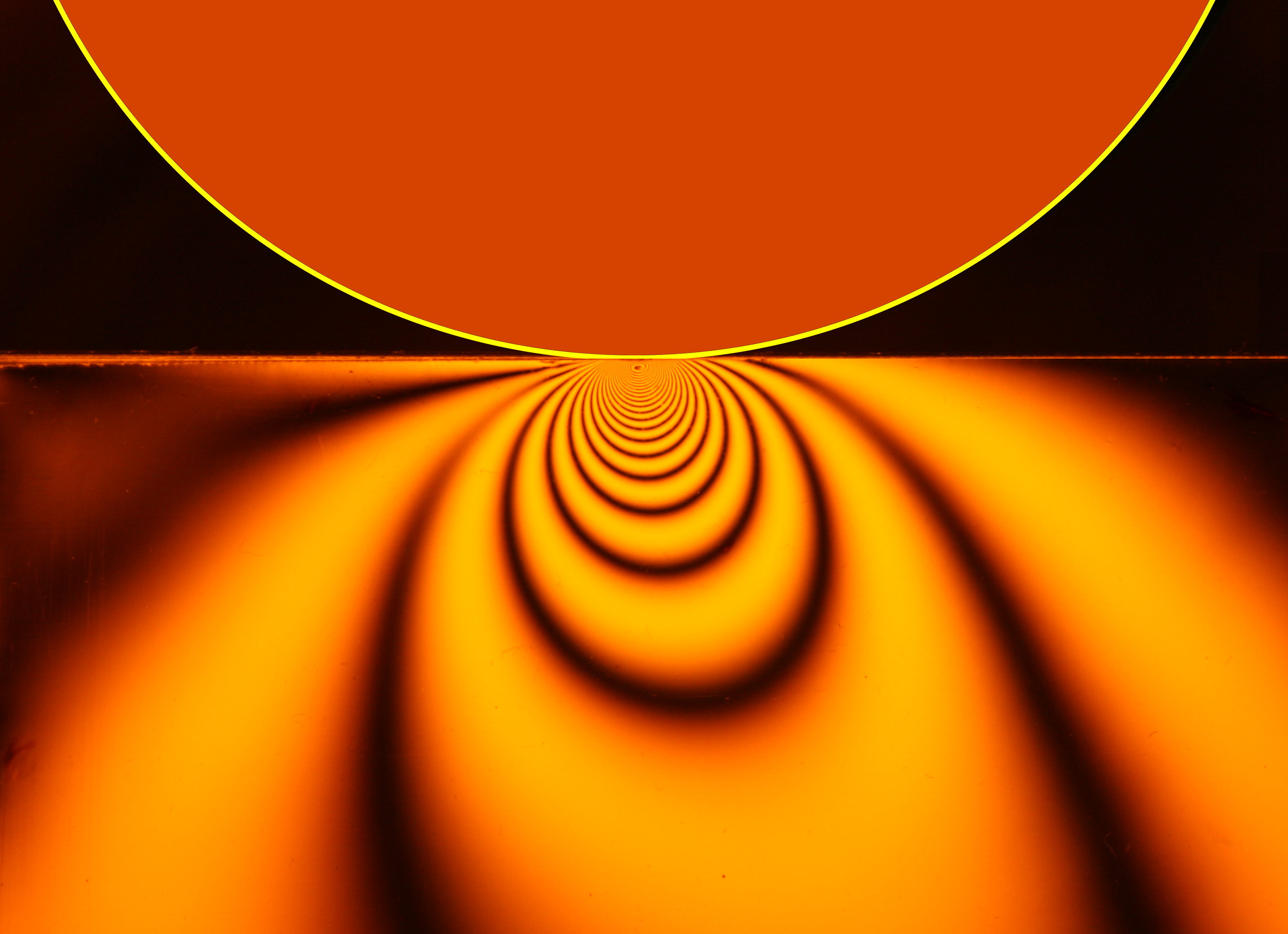
Tensiunea într-o zonă de contact, cu expunere simultană la o forță normală și la o forță tangențială. Vizualizarea a fost realizată prin fotoelasticitate.

Mecanica contactului se ocupă cu calculul corpurilor elastice, viscoelastice sau plastice în contact static sau dinamic. Este o disciplină fundamentală a ingineriei, absolut necesară pentru un design sigur și economic al sistemelor tehnice.
Mecanica contactului este de interes pentru felurite aplicații, cum ar fi contactul roată-șină, acuplajul, frâna, rulmenții, motoarele cu ardere internă, articularea, etanșarea, deformarea, prelucrarea materialelor, sudura cu ultrasunete, contactele electrice și multe altele. Utilizarea sa se extinde de la calculul solidității elementelor de contact și de la influențarea frecării și a uzurii prin lubrifiere și design, până la domeniul micro- și nanotehnologiei.

## Istorie
Mecanica contactului clasică este în cea mai mare parte asociată cu Heinrich Hertz. Acesta a rezolvat problema contactului dintre două corpuri elastice cu suprafețe curbate, în anul 1882. Acest rezultat clasic este parte din fundamentul mecanicii contactului. Alte lucrări analitice legate de această temă au fost efectuate de către J.V. Boussinesq și de către V. Cerruti.
După aproximativ un secol, Johnson, Kendall și Roberts au găsit o soluție asemănătoare cu cea a lui Hertz pentru un contact adeziv (teoria JKR).
Pe la jumătatea secolului 20 cunoștințele pe domeniul mecanicii contactului au progresat cu ajutorul lui Bowden și al lui Tabor. Aceștia au recunoscut importanța rugozității corpurilor pentru contactul acestora. Datorită rugozității, suprafața de contact între două corpuri poate fi cu mult mai mică decât aparent. Această realizare a schimbat brusc direcția multor investigații tribologice. Lucrările lui Bowden și Tabor au inspirat un număr de teorii ale mecanicii contactului suprafețelor rugoase.
Muncă de pionierat în acest domeniu a fost depusă în mod special de către Archard (1957), care a dedus că și în cazul contactului între suprafețe rugoase elastice, suprafața de contact este aproximativ proporțională cu forța normală. Alte lucrări relevante sunt legate de numele Greenwood și Williamson (1966), Bush (1975) și Persson (2002). Rezultatul principal al acestor lucrări este, că suprafața reală de contact este aproximativ proporțională cu forța normală, în cazul corpurilor rugoase. De asemenea, condițiile în fiecare micro-contact (presiunea, mărimea micro-contactului) depind numai în mică măsură de solicitare.
În ziua de azi, multe probleme de mecanica contactului sunt prelucrate cu programe de simulare bazate pe metoda elementelor finite sau pe metoda elementelor de frontieră. Pe această temă se găsesc multe lucrări științifice, unele dintre ele cuprinse în cărțile scrise de Laursen (2002) și de Wriggers (2006).

## Probleme clasice de mecanica contactului

### Contact între o sferă și un semi-spațiu elastic

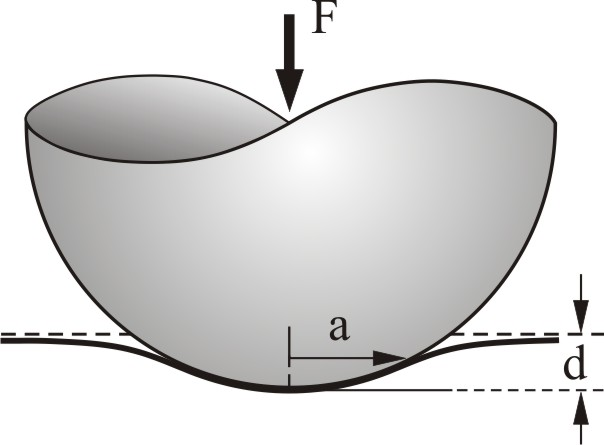
Contact între o sferă și un semi-spațiu elastic

În cazul unei sfere elastice de raza {\displaystyle R} presată până la adâncimea {\displaystyle d}    într-un semi-spațiu elastic, se formează o suprafață de contact de raza {\displaystyle a={\sqrt {Rd}}}.
Forța necesară este:
{\displaystyle F={\frac {4}{3}}E^{*}R^{1/2}d^{3/2}},
cu
{\displaystyle {\frac {1}{E^{*}}}={\frac {1-\nu _{1}^{2}}{E_{1}}}+{\frac {1-\nu _{2}^{2}}{E_{2}}}}.
{\displaystyle E_{1}} și {\displaystyle E_{2}} sunt modulii lui Young, iar {\displaystyle \nu _{1}} și {\displaystyle \nu _{2}} sunt coeficienții lui Poisson ale celor două corpuri.

### Contact între două sfere elastice

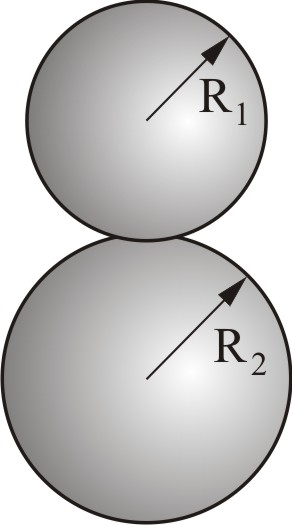
Contact între două sfere elastice

Pentru două sfere de razele {\displaystyle R_{1}} și {\displaystyle R_{2}} ecuațiile de mai sus își mențin valabilitatea, iar raza {\displaystyle R} se obține prin:
{\displaystyle {\frac {1}{R}}={\frac {1}{R_{1}}}+{\frac {1}{R_{2}}}}
Distribuția presiunii în zona de contact este dată de ecuația:
{\displaystyle p=p_{0}\left(1-{\frac {r^{2}}{a^{2}}}\right)^{1/2}}
cu
{\displaystyle p_{0}={\frac {2}{\pi }}E^{*}\left({\frac {d}{R}}\right)^{1/2}}.
[[tensiune tangențială |Tensiunea maximă de forfecareîî se află în interior. Pentru {\displaystyle \nu =0,33} ea are valoarea {\displaystyle z\approx 0,49a}. 

### Contact între doi cilindri încrucișați de aceeași razăR{\displaystyle R}

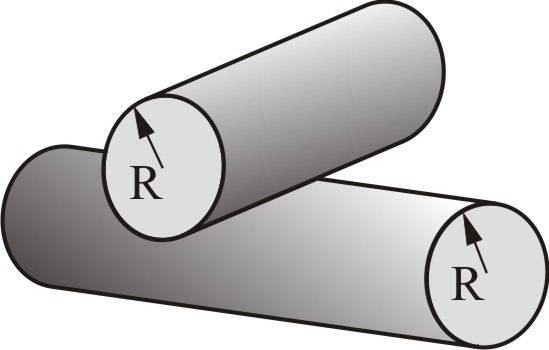
Contact între doi cilindri încrucișați de aceeași rază

Este echivalent cu contactul dintre o sferă de raza {\displaystyle R} și un plan (vezi mai sus).

### Contact între un cilindru rigid și un semi-spațiu elastic

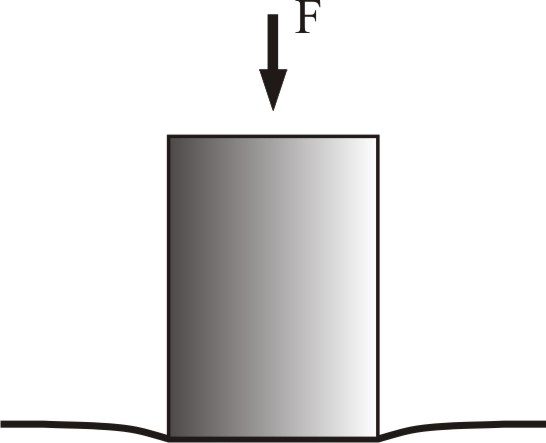
Contact între un cilindru rigid și un semi-spațiu elastic

În cazul presării unui cilindru de raza {\displaystyle a} într-un semi-spațiu elastic, distribuția presiunii are ecuația:
{\displaystyle p=p_{0}\left(1-{\frac {r^{2}}{a^{2}}}\right)^{-1/2}}
cu
{\displaystyle p_{0}={\frac {1}{\pi }}E^{*}{\frac {d}{a}}}.
Adâncimea presării și forța normală sunt conectate prin:
{\displaystyle F=2aE^{*}d{\frac {}{}}}.

### Contact între un indenter conic și un semi-spațiu elastic

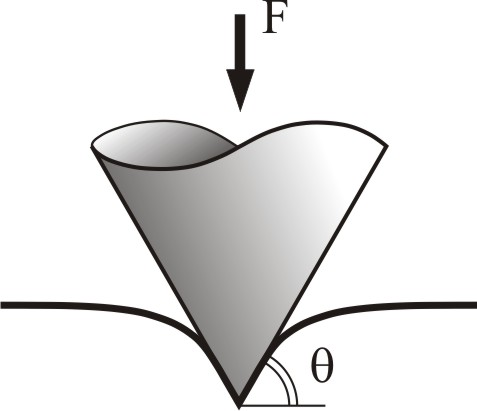
Contact între un indenter conic și un semi-spațiu elastic

În cazul indentării unui semi-spațiu elastic cu un indenter conic, adâncimea și raza zonei de contact sunt date de relația:
{\displaystyle d={\frac {\pi }{2}}a\tan \theta }
{\displaystyle \theta } este unghiul dintre plan și suprafața laterală a conului. Distribuția presiunii are forma:
{\displaystyle p(r)=-{\frac {Ed}{\pi a\left(1-\nu ^{2}\right)}}ln\left({\frac {a}{r}}+{\sqrt {\left({\frac {a}{r}}\right)^{2}-1}}\right)}. 
Tensiunea are o singularitate logaritmică la vârful conului (în centrul zonei de contact). Forța totală are valoarea:
{\displaystyle F_{N}={\frac {2}{\tan {\theta }\cdot \pi }}Ed^{2}}.

### Contact între doi cilindri cu axe paralele

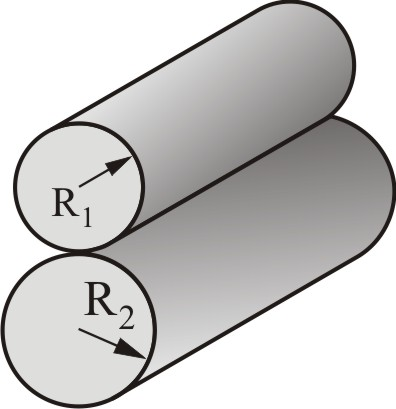
Contact între doi cilindri cu axe paralele

În cazul unui contact între doi cilindri cu axe paralele, forța este linear proporțională cu adâncimea presării :
{\displaystyle F={\frac {\pi }{4}}E^{*}Ld}.
Raza de curbură nu are nici un rol în această relație. Jumătatea lățimii zonei de contact este dată de ecuația:
{\displaystyle a={\sqrt {Rd}}}, 
cu
{\displaystyle {\frac {1}{R}}={\frac {1}{R_{1}}}+{\frac {1}{R_{2}}}}
asemenea ca în cazul contactului între două sfere. Presiunea maximă are valoarea:
{\displaystyle p_{0}=\left({\frac {E^{*}F}{\pi LR}}\right)^{1/2}}.

### Contact între suprafețe rugoase
Când două corpuri cu suprafețe rugoase sunt aduse în contact, suprafața de contact reală {\displaystyle A} este mult mai mică decât suprafața de contact aparentă {\displaystyle A_{0}}. La contactul între o suprafață „întâmplător rugoasă“ și un semi-spațiu elastic, suprafața de contact reală este proporțională cu forța normală {\displaystyle F} și este dată de:
{\displaystyle A={\frac {\kappa }{E^{*}h'}}F}
{\displaystyle h'} este media pătratică a pantei suprafeței, iar {\displaystyle \kappa \approx 2}.
Presiunea medie pe suprafața de contact reală
{\displaystyle \sigma ={\frac {F}{A}}\approx {\frac {1}{2}}E^{*}h'}
se poate calcula aproximativ drept produs între jumătatea modulului lui Young efectiv {\displaystyle E^{*}} și media pătratică a pantei suprafeței {\displaystyle h'}.
Dacă această presiune este mai mare decât duritatea {\displaystyle \sigma _{0}} materialului, iar astfel
{\displaystyle \Psi ={\frac {E^{*}h'}{\sigma _{0}}}>2},
atunci micro-rugozitățile sunt complet în stare plastică. Pentru {\displaystyle \Psi <{\frac {2}{3}}} suprafața se comportă elastic la contact. Valoarea {\displaystyle \Psi } a fost definită de către Greenwood și Williamson și se numește indicele de plasticitate. Comportamentul unui sistem (elastic sau plastic) nu depinde de forța normală la care acesta este expus.

### Metoda reducerii dimensiunii

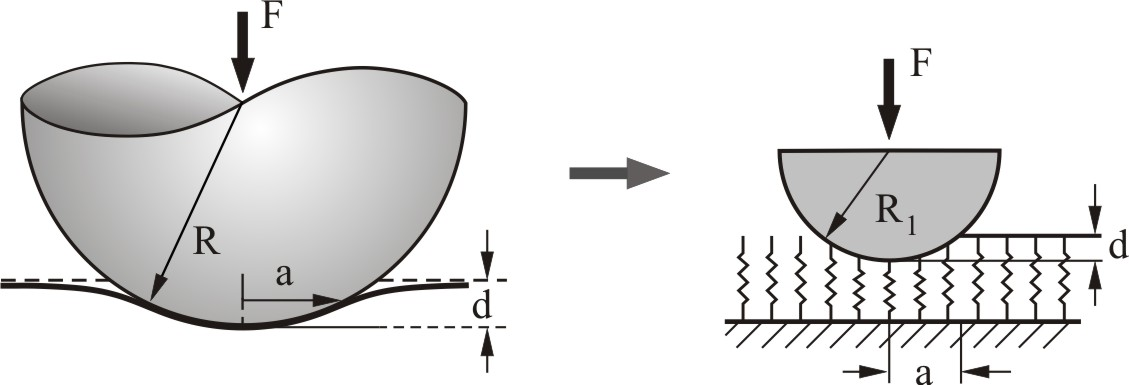
Contact între o sferă și un semi-spațiu elastic și modelul monodimensional corespunzător

Multe probleme de mecanica contactului pot fi rezolvate cu ajutorul metodei reducerii dimensiunii. Sistemul inițial tridimensional se înlocuiește cu un contact cu o fundație elastică sau viscoelastică (vezi imaginea). Proprietățile de contact macroscopice coincid exact cu cele ale sistemului original, atâta timp cât parametrii fundației și forma corpului sunt alese corespunzător regulilor metodei.

## Literatură
- Kenneth L. Johnson: Contact mechanics. Cambridge University Press, 6. Nachdruck der 1. Auflage, 2001.
- Popov, Valentin L.: Kontaktmechanik und Reibung. Ein Lehr- und Anwendungsbuch von der Nanotribologie bis zur numerischen Simulation, Springer-Verlag, 2009, 328 S., ISBN 978-3-540-88836-9.
- Popov, Valentin L.: Contact Mechanics and Friction. Physical Principles and Applications, Springer-Verlag, 2010, 362 p., ISBN 978-3-642-10802-0.
- I. N. Sneddon: The Relation between Load and Penetration in the Axisymmetric Boussinesq Problem for a Punch of Arbitrary Profile. Int. J. Eng. Sci.,1965, v. 3, pp. 47–57.
- S. Hyun, M.O. Robbins: Elastic contact between rough surfaces: Effect of roughness at large and small wavelengths. Tribology International, 2007, v.40, pp. 1413–1422.
- T. A. Laursen: Computational Contact And Impact Mechanics: Fundamentals Of Modeling Interfacial Phenomena In Nonlinear Finite Element Analysis, Springer, 2002.
- P. Wriggers: Computational Contact Mechanics, 2. Edition, Springer, 2006.
- V.L. Popov: Method of reduction of dimensionality in contact and friction mechanics: A link-age between micro and macro scales, Friction, 2013, v.1, N. 1, pp.1–22
- V.L. Popov, M. Heß: Methode der Dimensionsreduktion in Kontaktmechanik und Reibung, Springer, 2013.